# MkLinux
MkLinux (англ. Microkernel Linux) — операционная система с открытым исходным кодом, созданная Исследовательским Институтом OSF (Франция) и компанией Apple Computer (Калифорния) в феврале 1996 на базе Linux. MkLinux работала на платформе PowerPC (компьютеры Macintosh). MkLinux использовал микроядро Mach версии 3.0, поверх которого запускалось адаптированное ядро Linux.
MkLinux была анонсирована на Worldwide Developers Conference (WWDC) 1996 года. Посетителям конференции бесплатно предлагался CD-диск с дистрибутивом MkLinux.

## История
MkLinux стало первой попыткой Apple по поддержке проектов с открытыми исходными кодами. Работы над ядром Mach 3.0 помогли перенести NeXTSTEP на платформу Mac. Впоследствии она стала macOS.

## Версии
| Версия | Дата          | Замечания                                   |
| ------ | ------------- | ------------------------------------------- |
| DR1    | Май 1996      | Использовалось ядро Linux 1.3               |
| DR2    | Сентябрь 1996 | Исправление множества ошибок                |
| DR2.1  | Май 1997      | Переход на Linux 2.0; поддержка машин с PCI |
| DR3    | Июль 1998     |                                             |
| R1     | Декабрь 1999  |                                             |
| pre-R2 | Август 2002   |                                             |